# Steve Hogarth
Steve Hogarth, också känd som h, egentligen Ronald Stephen Hoggarth, född 14 maj 1956 i Kendal, England, är en brittisk sångare, sedan 1989 i progrockbandet Marillion. Han har tidigare sjungit i The Europeans och How We Live. 
Hogarth gav 1997 ut soloalbumet Ice Cream Genius. 2012 gav han, tillsammans med keyboardisten Richard Barbieri ut albumet Not the Weapon but the Hand.

## Solobesök i Sverige
Hogarth turnerar emellanåt själv, och sitter vid pianot och sjunger, bland annat covers och Marillion-låtar. Han besökte Kulturhuset i Halmstad 30 november 2013 tillsammans med Richard Barbieri och svenska gruppen Isildurs Bane. Hogarth själv spelade i Stockholm på Historiska Museet 13 december 2015. Den 25 november 2017 spelade han på Södra Latin. 14 april 2017 släpptes CD-skivan Colours Not Found in Nature tillsammans med Isildurs Bane. Sommaren 2023 återbesökte Hogarth Sverige med turnén "Holidays in Sweden" för spelningar i Malmö, Göteborg Nefertiti, Örebro, Linköping, Stockholm och Gävle. 

## Diskografi
Soloalbum
- 1997 – Ice Cream Genius
- 2002 – Live Spirit Live Body
- 2012 – Not The Weapon But The Hand (med Richard Barbieri)
- 2013 – Arc Light (med Richard Barbieri)
- 2017 – Colours Not Found in Nature (Steve Hogarth & Isildurs Bane)